# NGC 3949
NGC 3949 é uma galáxia espiral localizada a cerca de cinquenta milhões de anos-luz (aproximadamente 15,32 megaparsecs) de distância na direção da constelação de Ursa Maior. Possui uma magnitude aparente de 10,6, uma declinação de +47º 51' 30" e uma ascensão reta de 11 horas, 53 minutos e 41,7 segundos.